# 全国高等学校定時制通信制バドミントン大会
全国高等学校定時制通信制バドミントン大会（ぜんこくこうとうがっこうていじせいつうしんせいバドミントンたいかい）は個人戦と団体戦で行われる。開会式含め4日行われる。

## 概要
小田原アリーナで行われる定時制通信制高等学校のバドミントンの全国大会。第一回大会は平成10年度8月に行われ平成27年度で第17回大会行われている。定時制通信制高等学校の中では一番新しい大会。他の競技は減少傾向にあるがバドミントンはここ数年横ばいで推移している。個人戦と団体戦で行われ、団体戦は都道府県対抗戦で行われる。